# Wólka Kokosia
Wólka Kokosia – wieś sołecka w Polsce położona w województwie mazowieckim, w powiecie mińskim, w gminie Dobre.
W latach 1975–1998 miejscowość administracyjnie należała do województwa siedleckiego. 15 lutego 2002 będące dotychczasową częścią wsi Budki zostały zlikwidowane jako osobna miejscowość.
Wierni Kościoła rzymskokatolickiego należą do parafii św. Mikołaja w Dobrem.